# Jibber Jabber
Jibber Jabber  (também chamado de Jiga Joga em Portugal) é uma série de televisão em desenho animado canadense criada por David Bowes. Conta a história de dois irmãos gêmeos, Jibber e Jabber, no qual eles realizam diversas brincadeiras e imaginações.

## Produção
Jibber Jabber é feito em animação digital pela Northwest Imaging and FX (NWFX), uma empresa de computação gráfica e efeito especiais fundada em Vancouver), associada a Jibber Jabber Toons Ltda. da YTV. A série foi o projeto de abertura da NWFX's animation , que contratou 25 animadores e utilizou o programa 3D Autodesk maya Workstation. Apesar de ser inteiramente feita por computador, é projetada para se assimilar a stop motions.

## Personagens
- Jibber e Jabber - Dois irmãos gêmeos (não-idênticos) de sete anos de idade. Eles têm uma grande imaginação reservada para suas diversões, já brincaram com diversos objetos e temas. Eles sempre se imaginam como parceiros.

- Jessica - Irmã mais velha de Jibber e Jabber. Nas imaginações de seus irmãos é, na maioria das vezes, a antagonista. Na vida real ela sempre está irritada com alguma coisa, que envolve Jibber e Jabber.

- Jelly Roll - Cão de Jibber, Jabber e Jessica. Ele normalmente é coadjuvante nas imaginações de Jibber e Jabber.

- Marcy - Melhor amiga de Jessica.

## Detalhes de exibição
A série foi produzida com 26 segmentos de 11 minutos, e é exibida sempre em dois episódios de 15 minutos, totalizando meia-hora.
A série estreou no canal pago YTV em setembro de 2007 na América Anglo-Saxônica. E também foi vendida para o Disney XD (na América Latina), RTP (em Portugal), KI.KA (na Alemanha), TRT (na Turquia), Noga (em Israel), E-Junior e Al Jazeera Children's Channel (nos Emirados Árabes Unidos e no Qatar) e pela ABC (na Austrália).

## Prêmios
Em 2008, Jibber Jabber ganhou quatro dos cinco prêmios do festival Leo Awards: Melhor animação, melhor roteiro, melhor esquema de sons e melhor pontuação musical.